# Rau câu (thực vật)
Rau câu hay rau ngoi, Quỳnh chi (danh pháp khoa học: Gracilaria) là một loại tảo đa bào, một chi của Tảo đỏ (Rhodophyta), họ Gracilariaceae có tầm quan trọng về kinh tế như một agarophyte, cũng như được sử dụng để làm thức ăn cho người và nhiều loại sứa. Nhiều loại thuộc chi này được trồng ở nhiều nước thuộc thế giới thứ ba, bao gồm châu Á, Nam Mỹ, châu Phi và châu Đại Dương.
Thân cây rau câu giòn, đỏ hay hơi vàng. Có nhiều loại: rau câu chân vịt (Gracilaria crassa), rau câu thường (Gracilaria verrucosa).
Rau câu thường được dùng để nấu thạch, xu-xoa. Thành phần chính của xu-xoa là chất galactan. Rau câu được dùng làm thực phẩm do có nhiều iod.